# Penicillium roqueforti
Penicillium roqueforti är en svampart som beskrevs av Thom 1906. Penicillium roqueforti ingår i släktet Penicillium och familjen Trichocomaceae.   Inga underarter finns listade i Catalogue of Life.

## Källor

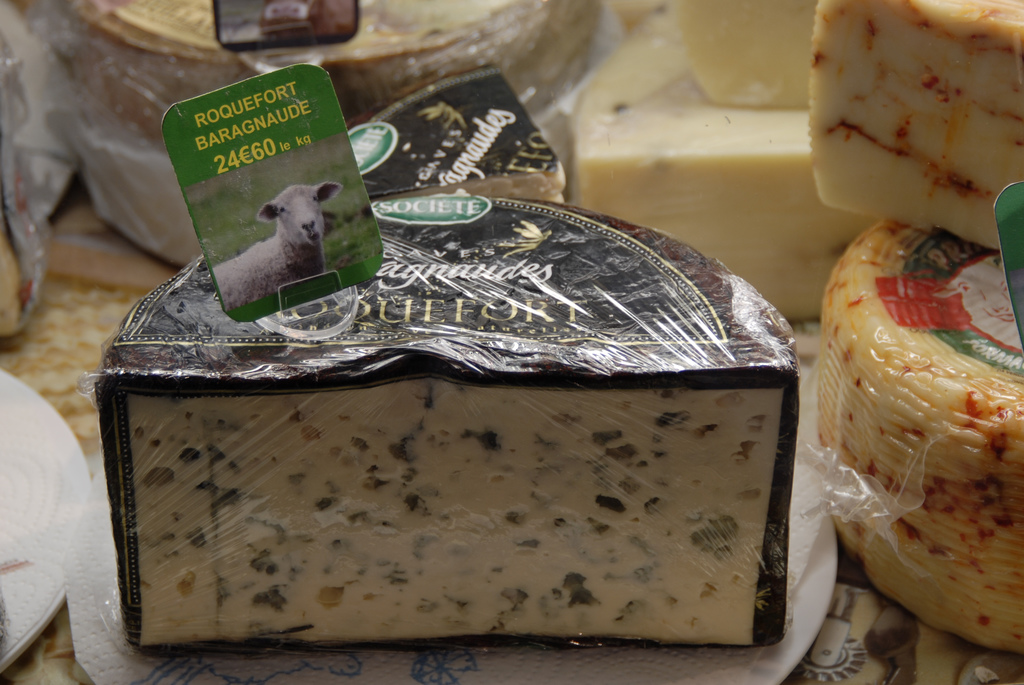